# Wilhelm Obrzut
Wilhelm Obrzut (ur. 30 września 1898 w Grybowie, zm. 5 kwietnia 1966 w Wielkiej Brytanii) – kapitan piechoty Wojska Polskiego i Polskich Sił Zbrojnych, w 1962 mianowany majorem przez Prezydenta RP na uchodźstwie, kawaler Orderu Virtuti Militari.

## Życiorys
Urodził się 30 września 1898 w Grybowie jako syn Franciszka. W Tarnowie uczył się w szkole powszechnej i w C. K. II Gimnazjum, gdzie w 1914 ukończył VI klasę (w jego klasie był m.in. Henryk Sucharski). Działał w skautingu, a od 1914 w Polowych Drużynach Sokolich
Podczas I wojny światowej, w 1916, został wcielony do austro-węgierskiego 32 pułku piechoty Obrony Krajowej, po wszczęciu buntu w jego szeregach na początku 1918 skierowany na front włoski i włączony do oddziału karnego. 22 czerwca 1918 odniósł rany w walkach nad Piawą. Po powrocie na ziemie polskie u kresu wojny 1 listopada 1918 wstąpił do formowanych oddziałów wojska polskiego na bazie macierzystego pułku strzelców Nr 32 w Bochni. Formalnie został przyjęty do Wojska Polskiego dekretem z 3 kwietnia 1919 z zatwierdzeniem posiadanego stopnia podporucznika ze starszeństwem z dniem 1 lutego 1918. Otrzymał przydział z dniem 1 listopada 1918 do 20 pułku piechoty. W szeregach przemianowanego z 32 pułku na 2 pułk Strzelców Podhalańskich uczestniczył w wojnie polsko-ukraińskiej na stanowiskach dowódcy plutonu ciężkich karabinów maszynowych oraz dowódcy kompanii. Potem podczas wojny polsko-bolszewickiej w wyprawie kijowskiej, potem w działaniach odwrotowych, Bitwie Warszawskiej, kontruderzeniu znad Wieprza. Po 5 sierpnia 1920 dokonał zajęcia fortu na północ od Dobratycz, a po kontrataku bolszewików odpierał ich uderzenie. W trakcie trzydniowych walk pod Kuźnicą przy zmaganiach o wsie Kowale, folwark Zajzdra i Długosielce w dniu 22 września 1920 odznaczył się nadzwyczajną odwagą pod Milenkowcami.
Został zweryfikowany do stopnia porucznika ze starszeństwem z dniem 1 czerwca 1919. Pod koniec 1920 wraz z 2 pułkiem przybył do Sanoka, gdzie jednostka stacjonowała w okresie pokoju. W latach 20. i 30. II Rzeczypospolitej nadał służył w tymże pułku. Był dowódcą kompanii. Po stwierdzeniu w 1931 gruźlicy nie był zdolny do dalszej służby wojskowej. W 1934 jako kapitan piechoty przeniesiony w stan spoczynku, był w oficerskiej kadrze okręgowej nr X jako oficer pozostający w dyspozycji dowódcy Okręgu Korpusu Nr X i był wówczas przydzielony do Powiatowej Komendy Uzupełnień Sanok.
Należał do Związku Strzeleckiego, na początku 1935 był komendantem powiatowym ZS w Sanoku, w 1936 był powiatowym rezerwy (w latach 30. referentką wychowania obywatelskiego sanockiego ZS była Stefania Obrzut). Do 1939 był członkiem sanockiego gniazda Polskiego Towarzystwa Gimnastycznego „Sokół”. Został delegatem założonego 10 marca 1937 sanockiego Koła Harcerzy z Czasów Walk o Niepodległość do Koła Przyjaciół Harcerstwa w Sanoku. Latem 1939 został zastępcą członka sądu koleżeńskiego okręgu lwowskiego Związku Byłych Ochotników Armii Polskiej. Wraz z żoną Marią zamieszkiwał w Sanoku przy ulicy Bartosza Głowackiego 24.
W czasie II wojny światowej służył w Polskich Sił Zbrojnych na Zachodzie. W sierpniu 1949 zamieszkał w polskim osiedlu w  Penrhos w Walii, gdzie był kierownikiem kantyny. W 1962 Prezydent RP na uchodźstwie mianował go majorem w korpusie oficerów piechoty.
Zmarł 5 kwietnia 1966 i został pochowany na cmentarzu w Pwllheli, Walia).

## Ordery i odznaczenia
- Krzyż Srebrny Orderu Virtuti Militari nr 1425 (za wojnę w 1920)[29][2]
- Krzyż Walecznych (za bohaterstwo w walkach odwrotowych w 1920)[2]
- Złoty Krzyż Zasługi (5 lipca 1939)[30]
- Medal Pamiątkowy za Wojnę 1918–1921[31]
- Medal Dziesięciolecia Odzyskanej Niepodległości[31]
- Krzyż Waleczności Armii gen. Bułak-Bałachowicza[2]